# 虹色定期便
虹色定期便（にじいろていきびん）は、NHK教育テレビジョンで1997年4月9日から2006年3月17日まで放送された小学生高学年向け道徳教育ドラマである。

## 概要
1997年度版の「プロジェクト・エデン」は、前番組『きっと明日は』から引き継いだ長編ドラマ形式に加えて、本格的なSF要素を加味した物語展開を辿る異色作であった。しかし、1998年度以降の作品では『はばたけ6年』を継承した、「学校や家庭内で児童の身の回りに起こる身近な出来事に対する問題提起型の道徳ドラマ」というスタンダードなスタイルに路線変更している。
なお、新作としては2003年度版が最後であり、2004年度は2002年度版の再放送、2005年度は2001年度版の再放送となった（#シリーズ一覧を参照）。そして、2005年度をもって番組が終了すると同時に、『明るいなかま』から43年間続いた小学校高学年向けの道徳番組枠でのドラマが終了することとなった。道徳番組としては後番組である『道徳ドキュメント』に引き継がれたが、こちらはタイトル通りのドキュメンタリー形式に路線変更されている。
2024年7月24日から9月4日まで『Eテレタイムマシン』で1997年度版「プロジェクト・エデン」の第1回から第10回まで放送された。

## 放送時間
| 期間     | 放送時間                                                      |
| -------- | ------------------------------------------------------------- |
| 1997年度 | 水曜日10:45 - 11:00、木曜日11:15 - 11:30、金曜日11:00 - 11:15 |
| 2002年度 | 火曜日11:30 - 11:45、水曜日11:15 - 11:30                      |
| 2003年度 | 火曜日11:45 - 12:00、水曜日11:30 - 11:45                      |
| 2004年度 | 水曜日9:30 - 9:45                                             |
| 2005年度 | 金曜日9:30 - 9:45                                             |

## シリーズ一覧
- 1997年度 - プロジェクト・エデン
- 1998年度 - 群馬県大泉町編[5][6][7]
- 1999年度 - 静岡県沼津市編
- 2000年度 - 山梨県甲府市編
- 2001年度 - 静岡県焼津市編
- 2002年度 - 静岡県浜松市編
- 2003年度 - 旅芸人 嵐風太郎
- 2004年度 - 静岡県浜松市編（再放送）
- 2005年度 - 静岡県焼津市編（再放送）

## プロジェクト・エデン

### あらすじ
西暦3000年の遠未来から出現したアスラが現代人の忠夫・唯の兄妹とともに3000年の未来で猛威を振るっている人の心に取り付く精神病原体「キルケウイルス」の発見、根絶を行うというものである。キルケウイルスは元々は20世紀に生きるたったひとりの人物の心の歪みから発生した突然変異型ウイルスで、1000年のあいだに全地球上に広まってしまったらしい。それを根絶し3000年の人類社会を救うためにはもはや過去に戻って歴史改変を行う以外に手立てはなかった。しかしキルケウイルスを逆利用し人類全体を統治していた「ミレニアム帝国」がこのことを知り、根絶をされれば人類統治が危うくなると考えた帝国軍もアスラを追って20世紀の虹ヶ崎に来襲してくる。

### 概要
全般に堅実なジュブナイルSFドラマとして展開する。「これは本当の理想郷ではないのではないか？」という問いかけが、この作品のテーマである。舞台は20世紀の日本が主体であり、未来社会の描写は少ない。西暦3000年の人類はキルケウイルスが原因でほとんどが死滅していたが、少数残った人類が悩みも苦しみも争いもない理想郷を作った。しかし実際は自由意志を持たなくなった大多数の人々が、少数の統治者のもとで完全に管理統制され、悩むことも思い煩うこともない生活を送っていた。アスラは人間性を失った社会に反旗を翻し、歴史を変えるためキルケウィルスが発生した20世紀にやってきたレジスタントである。

### 基礎情報
- 放送期間：1997年4月9日 - 1998年3月13日
- 原作：来生史雄
- 脚本：下川博
- 音楽：田頭勉
- 主題歌：『プロジェクト・エデン』（作詞：由比京紀、作曲：田頭勉、歌：間宮レイ[注 2]）

### 出演者
- アスラ（明日香） - 増岡優
未来から来た少女。
- 中山忠夫 - 伊藤大輔[9]
虹ヵ崎小学校6年生。
- 同5年生・中山唯 - 三上博美
虹ヵ崎小学校5年生。
- フェンリル将軍 - 森次晃嗣
ミレニアム帝国軍の最高司令官。
- フレイヤ（村瀬涼子） - 富沢美智恵
ミレニアム帝国軍の中佐、現場作戦指揮官。
- ロキ（岩間武） - 有薗芳記
ミレニアム帝国軍の大尉、フレイヤの部下。
- シグルド（佐藤かすみ） - 楠木涼香
ミレニアム帝国軍の軍曹、フレイヤの部下。
- 工作員 - 千田悟、浅木信幸、溝口敦、川名智幸
ミレニアム帝国軍の工作員。
- 清原たかゆき - 小川勝久(1、2）
- 教員 - 高橋光江(1)
- 小野 - 高橋和希(3～5)
- 田代まきお - 砂野潤(3～5)
- 上野裕美子 - 清水香里(6、7）
- 斉藤真奈美 - 山中麻由(6、7)
- 上野裕美子(幼少期) - 松尾恵梨佳(6、7)
- 斉藤真奈美(幼少期) - 塚田唯衣(6、7)
- 警備員 - 小林栄紀(6、7)
- 秋山達也 - 高野剛(8、9）
- 武藤小百合 - 下川摩梨香(8、9）
- 佐々木 - 嘉成有悟(8、9)
- 駒田 - 酒井和徳(8、9)
- 永井 - 飯島雄(8、9)
- 木島宏 - 有薗芳記(10～12)
- 木島美子 - 上楽敦子(10～12)
- 木島宏美 - 山本はるか(10～12)
- 正代 - 瀬能礼子(13～15)
- バルドル - 横堀悦夫(13～15)
ミレニアム帝国の科学者。
- オープニングナレーション - 安原義人

### 放送リスト
| 回 | タイトル             | 初回放送日     |
| -- | -------------------- | -------------- |
| 1  | 未来から来た少女     | 1997年04月09日 |
| 2  | 幸福な世界           | 4月23日        |
| 3  | 3つのホクロ          | 5月14日        |
| 4  | それぞれの正義       | 5月28日        |
| 5  | 争いの後で…          | 6月11日        |
| 6  | 切り裂かれた絵       | 6月25日        |
| 7  | ライバル             | 7月09日        |
| 8  | あやうし少年野球団   | 8月27日        |
| 9  | 勝敗の行方           | 9月17日        |
| 10 | 遠すぎる家           | 10月01日       |
| 11 | こわれた家族         | 10月15日       |
| 12 | あたたかい食卓       | 10月29日       |
| 13 | 未来からの逃亡者     | 11月12日       |
| 14 | 謎のマイクロディスク | 11月26日       |
| 15 | 意外な感染者         | 12月10日       |
| 16 | 秒読みは始まった     | 1998年01月07日 |
| 17 | わかれ道             | 1月21日        |
| 18 | 将軍あらわる         | 2月04日        |
| 19 | 時間切れ             | 2月18日        |
| 20 | 新しい明日へ         | 3月04日        |

## 群馬県大泉町編

### 基礎情報
- 放送期間：1998年4月8日 - 1999年4月2日
- 舞台：群馬県邑楽郡大泉町立東小学校
- 脚本：東多江子[7][4]
- 音楽：板村文[4]

### 出演者
- 草間陽介 - 藤沼豊[7]
- 坂井フランシーネ由紀 - 加藤理恵[6][7]
- カトリーヌ - バージュ美波[7]
- 勇太 - 本郷達也[7]
- 謙一 - 大久保翔太朗[7]
- 荒木マリア民子 - 巽リナ[6]
- みずほ - 田中友香里[7]
- 岡田エルトン - 小金丸レナート[6][7]
- ギュンター - ミッキー・ヘンシェル[7]
- 莉子 - 相凝[7]
- 近藤先生 - 小原さおり
- 本田先生 - 戸塚リムセ[6]
- フランシーネ由紀の父 - 佐藤クラウジオ・ヨシオ
- フランシーネ由紀の母 - 佐藤ルーチ・ミユキ
- フランシーネ由紀の弟 - 玉城レアンドロ・ユキオ[7]
- フランシーネ由紀の祖母 - 神田時枝
- 陽介の父 - 真実一路
- 陽介の母 - 千うらら
- 陽介の姉 - 古牧絵理子
- 民子の父 - 丹古母鬼馬二
- ギュンターの母 - 桐山ゆみ

ほか

### 放送リスト
| 回 | タイトル                | 初回放送日     |
| -- | ----------------------- | -------------- |
| 1  | 二人の転校生            | 1998年04月08日 |
| 2  | ピアスと携帯電話        | 4月22日        |
| 3  | ハムスターの家出        | 5月13日        |
| 4  | 何が言いたいの?         | 5月27日        |
| 5  | トイレの張り紙          | 6月10日        |
| 6  | 消えた自転車            | 6月24日        |
| 7  | ふるさと                | 7月08日        |
| 8  | 残された爆弾            | 8月26日        |
| 9  | リブロが読みたい        | 9月16日        |
| 10 | 缶缶株式会社            | 9月30日        |
| 11 | サンバを踊ろう!         | 10月14日       |
| 12 | 私の中のもうひとつの国  | 10月28日       |
| 13 | 嵐のあとに…             | 11月11日       |
| 14 | 二人の秘密              | 11月25日       |
| 15 | 静かなクリスマス        | 12月09日       |
| 16 | 親切ごっこ              | 1999年01月06日 |
| 17 | 先生の決意              | 1月20日        |
| 18 | 僕らのサッカー場        | 2月03日        |
| 19 | からっかぜが好き        | 2月17日        |
| 20 | オブリガード!また会える | 3月03日        |

## 静岡県沼津市編

### 基礎情報
- 放送期間：1999年4月7日 - 2000年4月7日
- 舞台：静岡県沼津市、沼津市立静浦東小学校（現在の沼津市立静浦小中一貫学校の前身の一つ）
- 原作：東多江子
- 音楽：白石哲也

### 出演者
- 植島寛市 - 山内秀一
半農半漁の大家族で姉と妹をもつ。やんちゃだが友情に厚いところがある。朋彦とはライバル意識を持ちながらも、お互い仲のよい友人と思っている。家族とは意見を対立させることも多いが、比較的良好な関係である。優しい笑顔が魅力的。
- 藤田すみれ - 藤原ひとみ
両親が離婚し、母方の祖母の元で育てられている。利発で気が強いしっかり者。寛市の良き世話係的な役割も担う。シリーズ終盤で転校。
- 小田切朋彦 - 知野真澄
東京から父の仕事の都合で引っ越してきた。かなづちであり当初遠泳大会への出場を拒否していた。母親の意向で東京のピアノ教室に通っているが、本当は他人から強制されることを嫌っている。第1便の語りの中で、寛市は「朋彦が世界一幸せだとしたら、俺は世界一不幸せだ」と言っている。しかし、実際は朋彦自身が寛市の生き方にあこがれていた。
- 遠藤圭太 - 富田健裕
自分は将来、華やかな世界で生きたいと夢を抱く、お調子者。すみれに恋心抱いているらしい。寛市の大の親友。
- 高山亜矢 - 内藤瑞紀
理髪店の娘。ひとりで学級新聞を続けている頑張り屋。静浦の町を少しでも良いものにしていこうと頑張る。
- 小森加奈子 - 阿部綾乃
実家は小さな民宿を経営。気ぜわしい家だが、本人はのんびり屋。みんなが世話を焼きたくなる。黙々と家の手伝いをするのが好感。かわいい猫を飼っている。
- 大塚麻衣 - 安光若葉
地元大手水産加工工場の社長令嬢。すみれにライバル意識をもつ、一見上品な女の子。
- 広田大輔 - 斎藤勝
寛市の担任。山形県出身。新学期に静浦に赴任してきた。かつて赴任していた学校で学級崩壊に遭遇し自信を失くしていた。そのため、静浦での勤務は教員人生を一からやり直す勤務と考えていた。初めのうちはクラスのメンバーから少し敬遠されていた。しかし、不器用ながら一途な言動で子どもたちにも勇気を与える。プール以外の場所では泳いだことがなく、遠泳大会の練習をしている寛市たちの前に浮き輪を持って現れたことがある。第9,11,13,14,15便には登場しなかった。
- 植島竹造 - 加藤精三 (少年時代：豊田淳)
寛市の祖父。昔気質の漁師。遠洋漁業に命を賭けてきたと自負している。このため、養殖業を推進する寛太郎とは意見が合わない。しかし、寛太郎が無理をして漁場に行こうとした際に、代わりに引き受けるなど温かい側面も見せる。小学校の担任は被爆者である。子役以外の登場人物では一番登場回数が多く、第4,18便以外全ての放送回に登場。
- 植島富江 - 山本与志恵
寛市の祖母。明子と共にみかん栽培を営む。うわさ好きだがその反面、口うるさいところがある。 第4,6,12,17,18話は未登場。
- 植島寛太郎 - 山口嘉三
寛市の父。ハマチの養殖をしており、それを人生の生きがいとしている。一家の大黒柱らしく、性格は無骨。海を大事にする心を持つ。寛市とは喧嘩をすることも多いが、本当は仲がいい。第4,6,12,17,18,最終便には未登場。
- 植島秋子 - 南一恵
寛市の母。大家族を切り盛りするしっかりお母さん。やさしく子どもたちを見守っている。 第4,6,12,17,18,最終便には未登場。
- 植島みゆき - 鈴木葵
寛市の姉。中学一年生。寛市にとても厳しい。植島家の子どもたちの中ではもっともリードした存在。第4,6,12,17,18便は未登場。
- 植島かおる - 松田彩香
寛市の妹。寛太郎の子とは思えぬ絶世の美少女の末っ娘。寛市に対して、生意気ながらも対抗心を燃やすが、当人には冷たくあしらわれてしまう。第4,12,17,18便は未登場。
- 十和子 - 戸田麻衣子
寛市のいとこ。ダイビングのインストラクターをしており、全国の海を飛び回っている。寛市のあこがれの人物であり、会う度に寛市に役に立つ助言を与えてくれる。第5,7,19便に登場。
- 小田切健吾 - 牧村泉三郎
朋彦の父。ホテルポセイドン（実在のホテルスカンジナビアがモデル）の総支配人。比較的温和な性格。朋彦のよき理解者。休日に一緒に海に連れて行ってくれる。第1,7,9,11,15,16,17,19便に登場。
- 小田切智恵子 - 泉晶子
夫とは異なり、厳しい性格の持ち主。朋彦を音楽学校に進学させようと、毎日必死でピアノの稽古をつける。息子の意見に耳を傾けないモンスターペアレント。第1,4,6,7,15,16,17便に登場。
- すみれの祖母 - 渡辺康子
すみれと二人で生活している。飾らない物静かな性格。第3,19便に登場。
- すみれの父 - 岡本富士太
かつて会社員として働いていたが、その後画廊を作るために退職。しかし、経営はうまくいかず廃業することとなった。妻である柚子ともすみれが幼いときに離婚していた。第13,20便に登場
- 藤田柚子 - 桐山ゆみ
すみれの母。フードコーディネーターとして東京で働く。第3,11,13便に登場。
- 圭太の父 - 桜井勝
栽培漁業センターで働く。第4,5,19便に登場。
- 高山吾一 - 下村彰宏
亜矢の父。高山理髪店を経営。遠泳大会の時期になると、町内きっての鬼コーチになる。第6,7,14,18便に登場。
- 加奈子の父 - 緒方愛香
- 加奈子の母 - 原千景
- 広田先生の母 - 今野ひろみ
- ナナヤウ - サムエル・ポップ・エニング
ガーナ出身。ホテルポセイドンで一時期働き、その間植島家に下宿していた。当初は異文化の中での暮らしになじめない様子だった。そのため、怠け者と思われていた。しかし、本当は、家族思いで誰よりも物を大切にする性格の持ち主であることが周囲にも理解されるようになる。第9,10,20便に登場。
- 女子中学生 - 田中優子、原静、大竹律子
- 水泳コーチ - 足立喜興久
- 松井ふゆ - 目黒幸子 (少女時代、大河原佳織)
竹造の小学校時代の担任。被爆者の一人。第8便に登場。
- 松島 - 世古陽丸
- エディ - ウェイン・エメット
- 男性客 - 草野裕
- 勘定係 - 伊藤志保
- 女性客 - 小池利枝、渡辺たか子
- 調理長 - 横山茂
- 女将 - 安田康江
- 旅行会社員 - 山下久弥
- クラスメイト - 松沢孝俊 、安居久喜
- 隣のおばさん - 後藤緑
- 田中ツタ子 - 太地琴恵
- 田中佳子 - 折居由加
- 佳子の赤子 - 中村俊太
- バイクの男 - 伊方勝
- ピッピ - メロン
- マック - ビー
- 保健の先生 - 堤宏美
- 職員の田中 - 羽野敦子
- 久世 - 安田洋子
- 登喜子 - 磯村千花子
- ハル - 町田博子
- 泰蔵 - 小池幸次
- 留吉 - 柳谷寛

協力 - 東京放送児童劇団、静岡県沼津市の皆さん

### 放送リスト
| 回 | タイトル               | 初回放送日     |
| -- | ---------------------- | -------------- |
| 1  | 世界で一番ふしあわせ   | 1999年04月07日 |
| 2  | 花よりゲーム           | 4月21日        |
| 3  | お母さんのハイヒール   | 5月12日        |
| 4  | 大好き!?避難訓練       | 5月26日        |
| 5  | 魚の運命               | 6月09日        |
| 6  | 海がこわい             | 6月23日        |
| 7  | めざせ!一級            | 7月07日        |
| 8  | いのちの贈り物         | 8月25日        |
| 9  | 汗とチップとみかんの木 | 9月16日        |
| 10 | エンピツ一本の重さ     | 9月29日        |
| 11 | おやじの仕事           | 10月13日       |
| 12 | メールのうわさ         | 10月27日       |
| 13 | よみがえった清流       | 11月10日       |
| 14 | オレのペット           | 11月24日       |
| 15 | 朋彦のあやまち         | 12月08日       |
| 16 | 生まれ変わったら…      | 2000年01月12日 |
| 17 | 先生の告白             | 1月26日        |
| 18 | 主役は誰だ!?           | 2月09日        |
| 19 | じいちゃんの底力       | 2月23日        |
| 20 | いつまでもライバル     | 3月08日        |

## 山梨県甲府市編

### 基礎情報
- 放送期間：2000年4月12日 - 2001年3月16日
- 舞台：山梨県甲府市、甲府市立富士川小学校
- 原作：相原かさね
- 脚本：長川千佳子

### 出演者
- 佐久間恭平 - 佐保祐樹
主人公。個性と自由を履き違えてしまうところがあった。
- 宮本桃 - 山岸絵里奈
第1話の終盤で転校生として登場。外面と内面のギャップに悩んでいた。友人の一人に盲目の少年がいる。本名が「桃」であることにちなみ、クラスメイトからは「ピーチ」と呼ばれている。
- 市川武 - 水野樹希
比較的真面目で知的な性格。実母は武の出産時に出血多量で死亡。その事実を知った時は荒れていたが、継母の愛情を知り元気を取り戻す。
- 亀田七 - 蓮沼藍
比較的明るい性格。ただ、父親が専業主夫であることを、恭平たちに馬鹿にされた時は、さすがに落胆していた。
学校での服装は、桃・圭子とは異なり、他の2人がブラウスを着ていたのに対しポロシャツを着ていた。
- 菊島圭子 - 鈴木麻世
母親であるマリ子が妊娠している。当初はそのことに抵抗感を持っていたが、その後はそのことを一つの喜びとして捉えるようになった。物語終盤で弟が誕生。
- 秋山浩市 - 西洋亮
眼鏡をかけており、巨漢の少年。盛り上げ役としての側面を持つ。
- 国分真紀子 - 牧千晴
第1話の時点で28歳で独身の教諭。アメリカ帰り。4月に恭平たちの担任となった。
- 葉山先生 - 江藤真樹
- クラスメイト - 山岡太郎
- 佐久間純一 - 三田寛之
恭平の父。
- 佐久間泰子 - 藍田みちる
恭平の母。
- 佐久間乙彦 - 伊藤隆
恭平の祖父。70歳だがチャレンジ精神を持ち、常に夢を追い続けている。
- 佐久間純平 - 安達俊行
恭平の兄。
- 浩市の家族 - 鈴木幸枝、松原誠、大和なでしこ、谷真里奈
- 市川誠 - 御友公喜
武の父。歯科医。
- 市川伸江 - 渡辺杉枝
武の継母。
- 亀田一美 - 奥井奈緒子
七の母。夫が専業主夫であり、一家の家計を支えている。子供思いの性格だが厳しいところもあり、自分の店で恭平たちが植木鉢を割った時には大変怒っていた。なお、圭子の弟が生まれるときに語ったところによると、七の出産には大変時間がかかったとのことである。
- 宮本薫 ‐ 唐木ちえみ

桃の母。
- 木川淳一
- 真実一路
- 達也 - 安村直樹
盲目の少年で桃の友達。第2話に登場。
- 副音声 - 茶風林

### 放送リスト
| 回 | タイトル               | 初回放送日     |
| -- | ---------------------- | -------------- |
| 1  | ハロー!僕らの先生      | 2000年04月12日 |
| 2  | ピーチのとまどい       | 4月26日        |
| 3  | 僕の夢って?!           | 5月17日        |
| 4  | 誰がママでも…          | 5月31日        |
| 5  | 先生のフォトスタンド   | 6月14日        |
| 6  | 70のチャレンジ         | 6月28日        |
| 7  | パパがママでママがパパ | 7月12日        |
| 8  | 僕のダイヤモンド       | 8月30日        |
| 9  | 弟なんていらない       | 9月20日        |
| 10 | 僕にできること         | 10月04日       |
| 11 | 水晶の不思議           | 10月18日       |
| 12 | ムシ歯24本             | 11月01日       |
| 13 | グレープの入院         | 11月15日       |
| 14 | アイツの秘密兵器       | 11月29日       |
| 15 | パパのワイン           | 12月13日       |
| 16 | ドミノ事件             | 2001年01月10日 |
| 17 | 割れた植木鉢           | 1月24日        |
| 18 | バレンタイン革命       | 2月07日        |
| 19 | バースデーにありがとう | 2月21日        |
| 20 | 2001年僕らの旅         | 3月07日        |

## 静岡県焼津市編

### 基礎情報
- 放送期間
  - 2001年4月11日 - 2002年3月15日
  - 2005年4月08日 - 2006年3月17日
- 舞台：静岡県焼津市、焼津市立東益津小学校

### 出演者
レギュラー
- 吉村雄樹 - 山岡太郎
- 菅原しおり - 古川英利子
- 郷田新之輔 - 伊山伸洋
- 尾崎カンナ - 安積玲奈
- 岡本大地 - 椿直
- 甲斐先生 - 比佐廉
- 校長先生 - 内山森彦
- 教頭先生 - 松原誠
- 池野先生 - 後藤緑
- 保健の先生 - 奥井奈緒子
- 佐々木先生 - 鉄野正豊
- 雄樹の父 - 谷村好一
- 雄樹の母 - 中村敦子
- 未来 - 森田亜柚
- 雄樹の祖母・ふみ - たうみあきこ
- 雄樹の叔父 - 滝雅人
- しおりの父 - 小川隆市
- しおりの母 - 酒井万里子
- 新之輔の父 - 手塚秀彰
- 新之輔の母 - 鈴木佳子
- 新之輔の姉 - 高本優
- 新之輔の叔父 - 草野裕
- カンナの父 - 鈴木一馬
- カンナの母 - 駒塚由衣
- 大地の父 - 田村円
- 大地の母 - 門美樹

ゲスト
- 山田雪江 - 中田千寿
- 近所のおばあさん - 鈴木トメ
- おばさん - 塩谷由子
- 仲間の漁師 - 又木克昌
- 吉田 - 鈴木健久
- 東京から来た男 - 辻三太郎
- 藤田老人 - 林孝一
- 娘 - 要田禎子
- 大城ケン - 伊藤将太
- ケンの母 - 佐藤ルーチ・ミユキ
- ケンの妹 - 又吉樹菜
- フェルナンド少年 - 大中耀洋
- パソコン係の生徒 - 北山沙絵子
- 同 - 守永礼
- 先生の友人・由美子 - 村岡英美
- 河合聡 - 田村元治
- 惣菜屋のおばさん - 長岡裕子
- 卓也 - 中村圭
- 正 - 梅田優
- 耕二 - 鈴木知聖
- 真弓 - 鈴木己生
- 有紀 - 石田綾華
- 卓也の祖父 - 阿部六郎
- 登おじさん - 坂部文昭
- 保子おばさん - 岡本牧子
- 靖史 - 鄭舜基
- 靖史の母 - 原千景
- 玲奈 - 高野莉彩
- 女子1 - 渡辺香織
- 女子2 - 角谷七瀬
- 男子1 - 広瀬成仁
- 男子2 - 門野翔
- 男子3 - 藤田塁
- かつお節工場長 - 真実一路
- 結婚式場マネージャー - 安本武嗣
- 子ども会会長 - 大森啓祠朗
- チケットをくれる女 - 座喜味直子
- 優子 - 松田早貴
- 池内舞 - 近藤悠理
- 外国人の男 - パトリック・アトリー
- 老婆 - 増田わか
- 老人 - 田村錦人
- 青年 - 碓氷和憲

### 放送リスト
| 回 | タイトル             | 初回放送日     |
| -- | -------------------- | -------------- |
| 1  | マイ ホームタウン    | 2001年04月11日 |
| 2  | 夢の土俵入り         | 4月25日        |
| 3  | キスミレは知っていた | 5月16日        |
| 4  | 土曜日の秘密         | 5月30日        |
| 5  | 友達ごっこ           | 6月13日        |
| 6  | 僕はマグロが嫌いだ   | 6月27日        |
| 7  | 祖母の手こね寿司     | 7月11日        |
| 8  | 島の子守唄           | 8月29日        |
| 9  | 真夏の冒険           | 9月19日        |
| 10 | つめたい椅子         | 10月03日       |
| 11 | 小さな声で           | 10月17日       |
| 12 | カンナの祭           | 10月31日       |
| 13 | 汗とプライド         | 11月14日       |
| 14 | 勇気まで一歩         | 11月28日       |
| 15 | 悲しい誤解           | 12月12日       |
| 16 | キレイになりたい!    | 2002年01月09日 |
| 17 | 5段目への挑戦        | 1月23日        |
| 18 | 約束                 | 2月06日        |
| 19 | 夢                   | 2月20日        |
| 20 | 旅立ちの海           | 3月06日        |

## 静岡県浜松市編

### 基礎情報
- 放送期間
  - 2002年4月9日 - 2003年3月19日
  - 2004年4月7日 - 2005年4月01日
- 舞台：静岡県浜松市、浜松市立北庄内小学校

### 出演者
レギュラー
- 秋山大河 - 田中大河
獣医師を父に持つ転校生
- 野中百合 - 尾高杏奈　
花農家の一人娘
- 津田はるみ - 吉田紗也加
旅館・春海荘の長女
- 山下一郎 - 茂木克憲
- 中沢修 - 藤岡晃維
- 大河の父 - 大原康裕
- 大河の母 - 大野田由紀子
- 大祐 - 伊藤拓也
- 布施先生 - 中道有紀
- 校長先生 - 八田豊美
- はるみの父 - 加門良
- はるみの母 - 渡辺真砂子
- はるみの兄 - 渡辺健司
- 一郎の父 - 田中耕二
- 一郎の母・クロザル(ピースケ)の声 - 平野文
- 一郎の姉 - 本田慧
- 百合の父 - 津村和幸
- 百合の母 - 竹下明子
- 百合の祖母 - 渡辺康子
- 修の母 - 服部妙子
- 工場頭の慶さん - 大平英輝

ゲスト
- 秋山家の隣人(飼育係・吉田) - 米山信之
- 売店のおじさん - 北相馬宏
- クラスメート - 須永佐友美、中田千寿、近藤悠理
- 大祐の担任・事務員 - 菊池早希子
- ヤスコ - 岩月祥子
- 晴海荘の番頭 - 宮下雅文
- 仲居 - 宮下裕美
- イグアナの飼い主 - 松沢有紗
- 警察官 - 比佐一平
- 凧職人 - 加藤精三
- 外国人の家族・父 - ペア・ハンセン
- 母 - ミリアン・ノボリカワ
- 子 - ニックラス・ハンセン
- 静子おばあちゃん - 瀬能礼子
- 子供時代の静子 - 坂本加菜子
- じっちゃん - 中島元
- お寺の住職 - 伊藤初雄
- 漁 師 - 影山稔
- 獣医師 - 橋本雄一郎
- 木村圭一郎 - 碓氷和憲
- クラスメイト - 小西幸奈、峰岸知里
- 岡本愛 - 志賀美香
- 愛の母 - 五十嵐由美子
- 愛の父 - 井崎哲也
- 友人 - 新藤保代
- サントス - リカヤ・スプナー
- 琴の先生 - 藤井勝美
- 尺八の先生 - 佐藤庵山
- レストランの会長 - 丹古母鬼馬二
- 会長の妻 - 麻里万里
- 会長の息子 - 御友公喜
- 息子の妻 - 杉村理加
- 飼育係 - 村上暁則
- 動物園の園長 - 中沢力男
- 園長補佐 - 中村篤
- 獣医師 - 紅野芳典、牧野良則、渥美雄一
- 柔道場の館長先生 - 佐藤有宏
- クラスメート - 門野翔

### 放送リスト
| 回 | タイトル          | 初回放送日     |
| -- | ----------------- | -------------- |
| 1  | 動物園の転入生    | 2002年04月09日 |
| 2  | 赤い花 白い花     | 4月23日        |
| 3  | 父の背中          | 5月14日        |
| 4  | イグアナのゆくえ  | 5月28日        |
| 5  | 大人にも夢がある! | 6月11日        |
| 6  | レッツ トライ!    | 6月25日        |
| 7  | 秘密基地          | 7月09日        |
| 8  | 八月の青い空      | 8月27日        |
| 9  | 水神の怒り        | 9月17日        |
| 10 | 泣いたうさぎ      | 10月01日       |
| 11 | 初恋              | 10月15日       |
| 12 | 見えない自分      | 10月29日       |
| 13 | フンは宝の山      | 11月12日       |
| 14 | 家族模様          | 11月26日       |
| 15 | ブラジルの熱い風  | 12月10日       |
| 16 | 思い出の山寺      | 2003年01月07日 |
| 17 | 赤ちゃん誕生      | 1月28日        |
| 18 | お母さんの結婚    | 2月12日        |
| 19 | ライバル          | 2月25日        |
| 20 | 巣立ちのとき      | 3月11日        |

## 旅芸人 嵐風太郎

### 基礎情報
- 放送期間：2003年4月8日 - 2004年3月17日

### 出演者
- 主人公・劇団「嵐一座」人気女形・嵐風太郎- 峯崎雄太
- 風太郎の従姉・雨宮花菜子 - 成田さやの
- 風太郎の同級生・望月祐介 - 松本翼
- 風太郎の同級生・葉山悟 - 渡辺彼野人
- 風太郎の同級生・白川弓 - 大橋正子
- 風太郎の同級生・木村さなえ - 小林万桜
- 嵐一座の遠征先・佐渡の小学校の同級生・おとなしくて目立たない子 - 平井麗奈
- 嵐一座の遠征先・箱根の小学校の同級生・増井まり子 - 鉢嶺七奈
- 風太郎の祖母 - 目黒幸子
- 辺見美佐男
- 富田果菜
- きくち英一
- 植木紀世彦

### 放送リスト
| 回 | タイトル             | 初回放送日     |
| -- | -------------------- | -------------- |
| 1  | 風太郎は旅芸人       | 2003年04月08日 |
| 2  | いつわりの自分       | 4月22日        |
| 3  | おまかせプレゼント   | 5月13日        |
| 4  | あべこべ家族         | 5月27日        |
| 5  | 花菜子七変化         | 6月10日        |
| 6  | 逃げるが勝ち         | 6月24日        |
| 7  | 言えないさよなら     | 7月08日        |
| 8  | 20年目のとまどい     | 8月26日        |
| 9  | 夕鶴伝説             | 9月16日        |
| 10 | かすみ               | 9月30日        |
| 11 | 大空を舞う日         | 10月14日       |
| 12 | 故郷の風             | 10月28日       |
| 13 | 人形は知っている     | 11月11日       |
| 14 | ガムランの響き       | 11月25日       |
| 15 | 心のわすれもの       | 12月09日       |
| 16 | おばあちゃんの風呂敷 | 2004年01月06日 |
| 17 | 一日座長             | 1月27日        |
| 18 | 獅子が笑ってる       | 2月10日        |
| 19 | 姉の選択             | 2月24日        |
| 20 | 明日への晴舞台       | 3月09日        |